# Tjárajávrátj
Tjárajávrátj (äldre stavning Tjarajauratj) är en sjö i Arjeplogs kommun i Lappland och ingår i Piteälvens huvudavrinningsområde. Sjön har en area på 0,136 kvadratkilometer och ligger 774 meter över havet.

## Delavrinningsområde
Tjárajávrátj ingår i det delavrinningsområde (741219-155201) som SMHI kallar för Utloppet av Njarkalisjaure. Medelhöjden är 804 meter över havet och ytan är 21,53 kvadratkilometer. Räknas de 3 avrinningsområdena uppströms in blir den ackumulerade arean 36,54 kvadratkilometer. Njarkalisjåkkå som avvattnar avrinningsområdet har biflödesordning 2, vilket innebär att vattnet flödar genom totalt 2 vattendrag innan det når havet efter 307 kilometer. Avrinningsområdet består mestadels av kalfjäll (84 procent). Avrinningsområdet har 3,48 kvadratkilometer vattenytor vilket ger det en sjöprocent på 16,2 procent.